# يوزيف بوجيك
يوزيف بوجيك (بالمجرية: Bozsik József)‏ (مواليد 28 نوفمبر 1925) هو لاعب كرة قدم. يلعب مع منتخب المجر لكرة القدم. سبق له أن لعب في كأس العالم لكرة القدم مع منتخب بلاده.

## روابط خارجية
- يوزيف بوجيك على موقع الاتحاد الدولي (مؤرشف)  (الإنجليزية)
- يوزيف بوجيك على موقع قاعدة بيانات كرة القدم.إي يو (الإنجليزية)
- يوزيف بوجيك على موقع ناشيونال فوتبول تيمز (الإنجليزية)
- يوزيف بوجيك على موقع عالم كرة القدم.نت (الإنجليزية)
- يوزيف بوجيك على موقع أوليمبيديا (الإنجليزية)